# Trading up the chain
Trading up the chain (volně přeloženo jako získání lepší pozice) je marketingová a propagandistická taktika se záměrem spustit tzv. citogenezi (zjednodušeně: zmatení masmédií při ověřování zpráv, že pochází z více zdrojů, ačkoli všechny vedou pouze k jednomu totožnému), která má za cíl, že se zpráva nebo tvrzení objeví v méně důvěryhodném či známém médiu se záměrem, aby byla citována a publikována osobami či médii, které jsou schopny následně oslovit širší širší publikum. Důvěryhodnější média zprávu přijmou a zveřejní, což je intencí tvůrce původního sdělení. Autorem výroku je PR specialista a spisovatel Ryan Holiday.